# Daeron

Daeron je izmišljen lik iz Tolkienove mitologije, serije knjig o Srednjem svetu britanskega pisatelja J. R. R. Tolkiena. Je sivi vilin iz Belerianda, vedoznalec in potujoči pevec v službi Doriathskega kralja Thingola. 
Zaljubljen je bil v Thingolovo hčerko Lúthien, vendar mu ona ljubezni ni vračala; kljub temu sta bila dobra prijatelja. Ko pa je Daeron zvedel za njeno romanco z smrtnikom Berenom, pa jo je izdal njenemu očetu. Pozneje ga je Lúthien prosila za pomoč pri Bernovi rešitvi iz ujetništva, toda Daeron jo je izdal še drugič. Kasneje, ko je Lúthien skrivaj pobegnila iz Doriatha, se je svojih dejanj kesal in odpravil se jo je iskati. Nikoli je ni našel, pa tudi v Doriath se ni več vrnil, saj je odšel preko Sinjega pogorja v Eriador, kjer je potem še dolgo živel.
Daeron pa je bil tudi dober jezikoslovec, ustvaril je, na runah zasnovano pisavo imenovano kirt (danes je njegova, prvotna različica znana pod imenom certhas daeron).
Daeron je smatran kot največji vedoznalec izmed vseh vilinov in ljudi. Njegovemu znanju in izkušenosti se lahko primerjajo le še veščine Fëanorjevega sina Maglorja.
V zgodnjih različicah Tolkienove mitologije je Daeron bil Lúthienin brat.